# Cathy O'Neil
Catherine ("Cathy") Helen O'Neil es una matemática y escritora estadounidense.
Vive en la ciudad de Nueva York y es activa en el movimiento Ocupy.

## Biografía

### Educación y carrera académica
O'Neil asistió a la Universidad de Berkeley, consiguió un Ph.D. en matemática por la Universidad de Harvard en 1999, luego ocupó cargos en los departamentos de matemática del MIT y del Barnard College, haciendo investigación en geometría algebraica aritmética.
Dejó la academia en 2007 y trabajó durante cuatro años en la industria financiera, incluyendo dos años en el fondo de cobertura D. E. Shaw. Después de desilusionarse del mundo de las finanzas, O'Neil se involucró en el movimiento Occupy Wall Street, participando en su Grupo Bancario Alternativo.

### Vida personal
O'Neil vive en Nueva York con su marido Aise Johan de Jong y sus tres hijos.